# George y Junior
George y Junior son personajes de dibujos animados, dos osos antropomórficos creados por Tex Avery que aparecieron por primera vez en octubre de 1946 como parte de la serie de cortos de Metro-Goldwyn-Mayer y al igual que la Ardilla Loca, se despidieron de una manera abrupta en su última aparición llegando a protagonizar tan solo cuatro cortos animados hasta 1948, todos dirigidos por Tex Avery. Los personajes fueron apartados de la franquicia de caricaturas de Metro-Goldwyn-Mayer y no volvieron a aparecer en otra caricatura hasta 1995 cuando se emitieron dos cortos más en la serie What a Cartoon! de Hanna-Barbera.
Los cortos de dibujos animados generalmente siguen las desventuras de dos osos; George el bajito, de mal genio e inteligente (con la voz de Dick Nelson) y Junior el grandote y torpe (interpretado por el mismo Avery), los cuales son una parodia de George y Lennie de la novela De ratones y hombres escrita por John Steinbeck. George siempre idea un plan para mejorar su estilo de vida actual pero Junior accidentalmente lo arruina de alguna manera, lo que hace enojar a George quien le dice su conocida frase “agáchate Junior” (en inglés "bend over, Junior") y cuando Junior lo hace, George le da una fuerte patada en el trasero como castigo.

## Apariciones
George y Junior aparecieron por primera vez en el corto animado Henpecked Hoboes lanzado por Metro-Goldwyn-Mayer el 26 de octubre de 1946, posteriormente se emitieron otros dos cortos en 1947 y aparecieron por última vez en el corto titulado Half-Pint Pygmy el 7 de agosto de 1948 con una apariencia completamente alterada. Del mismo modo que sucedió con la Ardilla Loca, estos personajes mueren en la escena final del último corto en donde se suicidan, y fueron retirados después de protagonizar solo un total de cuatro cortos animados. Como los personaje tenían cierto grado aceptación entre el público, el concepto fue reutilizado tres meses después en el corto Lucky Ducky que presentó a unos animales antropomórficos idénticos a George y Junior con la diferencia de que eran un par de perros sin nombre, pero la idea fue descartada definitivamente tras este corto.
Los osos no volvieron a aparecer en ninguna caricatura en solitario durante décadas, hasta que Pat Ventura los trajo de regreso en 1995 para la serie de cortos antológicos What a Cartoon! de Hanna-Barbera con las voces de John Rubinow y Tony Pope. Una versión gris-púrpura de George hizo un cameo en una de las escenas finales de ¿Quién engañó a Roger Rabbit? (el pulpo del corto Half-Pint Pygmy también hizo un cameo como camarero en el Ink and Paint Club). Los personajes más tarde, hicieron apariciones en los cómics Wolf and Red y Screwy Squirrel de Dark Horse Comics basados en los personajes de Tex Avery.
En 2019, tanto George como Junior aparecen como cazadores de zoológicos en el episodio "Shadow of a Doubt" de la cuarta temporada de El show de Tom y Jerry. De hecho, ellos hacen varios cameos en esa serie.

## Cortos protagonizados por George y Junior
| N.º | Título (en inglés)                        | Título (Hispanoamérica)                        | Fecha de estreno      |
| --- | ----------------------------------------- | ---------------------------------------------- | --------------------- |
| 1   | Henpecked Hoboes                          | Vagabundos inoportunos (redoblaje de Colombia) | 26 de octubre de 1946 |
| 2   | Hound Hunters                             | Cazadores de perros                            | 12 de abril de 1947   |
| 3   | Red Hot Rangers                           | Los ardientes guardabosques                    | 3 de mayo de 1947     |
| 4   | Half-Pint Pygmy                           | —                                              | 7 de agosto de 1948   |
| 5   | Look Out Below                            | —                                              | 9 de abril de 1995    |
| 6   | George and Junior's Christmas Spectacular | —                                              | 23 de julio de 1995   |

## Reparto
| Personaje | Actor de voz            | Actor de doblaje (Hispanoamérica) |
| --------- | ----------------------- | --------------------------------- |
| George    | Dick Nelson (1946-1948) | Arturo Mercado                    |
| George    | John Rubinow (1995)     | Arturo Mercado                    |
| Junior    | Tex Avery (1946-1948)   | Arturo Fernández                  |
| Junior    | Tony Pope (1995)        | Arturo Fernández                  |

## Cómics
Lista de los cómics en donde aparece el dúo de osos:
- Tex Avery's Screwball Squirrel #1 (historia adicional Wolf and Red) (1995) (Dark Horse Comics)
- Tex Avery's Screwball Squirrel #3 (historia adicional Wolf and Red) (1995) (Dark Horse Comics) (únicamente el oso Junior)
- Comics and Stories #2 Featuring Tex Avery's Screwball Squirrel (1996) (Dark Horse Comics)

## Lanzamientos en video para el hogar

### DVD
- El corto Henpecked Hoboes se incluye en el DVD titulado Till the Clouds Roll By
- El corto Hound Hunters se incluye en el DVD de la película Fiesta
- El corto Red Hot Rangers se incluye en el DVD de la película Tycoon

### Blu-Ray
El 18 de febrero de 2020 Warner Archive incluyó los cortometrajes animados Hound Hunters y Red Hot Rangers digitalmente restaurados y sin censura en el lanzamiento del Blu-Ray Tex Avery Screwball Classics: Volume 1.